# Axarus
Axarus is een muggengeslacht uit de familie van de Dansmuggen (Chironomidae).

## Soorten
- A. dorneri (Malloch, 1915)
- A. festivus (Say, 1823)
- A. fungorum (Albu, 1980)
- A. rogersi (Beck and Beck, 1958)
- A. scopula (Townes, 1945)
- A. taenionotus (Say, 1829)